# 琴義弓介
琴義弓介，日本男性漫畫家。主要從事成人漫畫的創作。

## 作品列表

### 一般全年齡漫畫
- 武少（1995年，《月刊Comic Dragon（日语：月刊コミックドラゴン）》連載）
- 機械女神J（原作：赤堀悟，1997年－1999年，《月刊Comic Dragon》連載，角川書店刊行，全5冊）
- （2000年－2001年，《月刊Ace NEXT（日语：月刊エースネクスト）》連載，角川書店刊行，全2冊）
- （2006年－2007年，《YOUNG KING（日语：ヤングキング）》連載，少年畫報社刊行，全2冊）
- EXPLOSION（2007年，《YOUNG KING》連載，少年畫報社刊行，全1冊）

### 成人漫畫
- （1994年，富士美出版（日语：辰巳出版）刊行）
- 淫insult（2001年，富士美出版刊行）
- 乳（2002年，Coremagazine（日语：コアマガジン）刊行）
- MIDARA（2003年，茜新社刊行）
- 乳 2（2004年，Coremagazine刊行）
- JUICY FRUITS（2004年，茜新社刊行）
- GLAMOROUS ROSES（2005年，Coremagazine刊行）
- 組曲 蜜乳（2009年，Coremagazine刊行）
- 組曲 蜜乳 2（2010年，Coremagazine刊行）
- 思乳日（2010年，刊行）
- NAKED☆PARTY（2011年，Coremagazine刊行）
- 娘（2012年，Coremagazine刊行）
- 慟哭太陽 恍惚月（2013年，Coremagazine刊行）
- ♥（2014年，Coremagazine刊行）
- 地味巨乳川性活（2015年，Coremagazine刊行）
- 百華乳 ～UZUME～（2016年，Coremagazine刊行）

### 小說插畫
- 愛（1995年－1996年，Movic（日语：ムービック）刊行，分上下冊）
- -王子襲！園生活異常!?（1997年，角川Sneaker文庫）

### OVA動畫
- 系列 綺麗 -KI·RE·I-（1996年，擔任原作、監修、編劇、分鏡、人物原案、原畫）

### 遊戲
- （1998年，擔任人物設定、作畫監督）
- 機甲世紀（2000年，擔任人物設定）

## 外部連結
- （日語）（※限18歳以上閱覽）－琴義弓介的官方個人網站。
- （日語）（※限18歳以上閱覽）－琴義弓介的官方個人部落格。